# Coldmirror
Coldmirror (engl. cold mirror, ‚kalter Spiegel‘) ist das Pseudonym der deutschen Medienkünstlerin und Drehbuchautorin Kathrin Fricke (* 13. Oktober 1984 bei Bremen). Sie betreibt diverse YouTube-Kanäle, Fernsehsendungen und veröffentlicht Blog- und Vlog-Beiträge.

## Leben
Zu ihrem Pseudonym wurde sie durch das Lied Creatures That Kissed in Cold Mirrors der Dark-Metal-Band Cradle of Filth inspiriert.
Nach eigenen Angaben litt Fricke als Jugendliche unter Depressionen. In einem Interview auf dem YouTube-Kanal „clixoom“ erklärte sie, unter anderem habe die Harry-Potter-Reihe und das Verlangen, zu wissen, wie sich die Reihe fortsetze, ihr Kraft gegeben und sie vor dem Suizid bewahrt. Allerdings gibt sie an, dass es nicht allein die spannende Handlung war, die sie an den Büchern mochte, sondern eher „etwas zu haben, auf das man sich freuen kann.“ Harry Potter bildet bis heute eines der Motive ihres künstlerischen und komödiantischen Schaffens und verschaffte ihr erste Aufmerksamkeit im Internet.
Fricke begann früh, gemeinsam mit einer Freundin Hörspiele aufzunehmen, die den Grundstein für ihr kreatives Schaffen legten. Im Jahr 2000 schloss sie sich als ehrenamtliche Redakteurin dem Team von MixX, einem Jugendmagazin im Offenen Kanal Bremer Umland (heute Bürgerfunk Bremer Umland), an. In dieser Zeit legte sie auch erste eigene Webpräsenzen an, wo sie zum Beispiel selbst gezeichnete Bilder mit Fantasy-Motiven veröffentlichte. Ihre Fan-Fictions mit den Figuren der Harry-Potter-Reihe (Kurzfilm-Reihe Normi Potter) wurden Teil ihrer Webpräsenz.
Fricke studierte an der Universität Bremen Kunstwissenschaft und im Nebenfach Philosophie.
Seit 2010 war Fricke als Moderatorin in Rundfunk- und Fernsehsendungen tätig: Für den Jugendsender des Hessischen Rundfunks You FM produzierte sie die Sendung Der YOU FM Game Check mit Coldmirror, in der sie Computerspiele testete; bis 2016 wurde eine von Fricke gestaltete Videoclip-Show unter dem Namen Coldmirror im ARD-Sender Einsfestival ausgestrahlt.
Für ihre Produktionen übernimmt Fricke in der Regel mehrere kreative Rollen – vom Schreiben des Skripts über die Regie und Vertonung, Moderation, Animation und bis zum Schnitt.

## Preise und Auszeichnungen
- Am 20. Februar 2011 wurde Fricke der Grey-Nachwuchspreis beim Wettbewerb um den ersten Deutschen Webvideopreis verliehen.[6] Sie war auch in der Kategorie Persönlichkeit nominiert.[7] Der Grey-Nachwuchspreis war mit einem Auftragsangebot in der Höhe von 5.000 € dotiert, das Fricke aber schlussendlich nicht annahm, da ihr das Honorar zu hoch bemessen erschien.[8]
- Am 16. August 2011 wurde You FM mit Kathrin Fricke für den Deutschen Radiopreis 2011 in der Kategorie Beste Innovation nominiert.[9]
- 2012 war Fricke Jurymitglied des zweiten Webvideopreises.[10]
- 2017 erhielt sie den Förderpreis zum Sondermann-Preis.
- 2020 wurde Fricke für ihre Arbeit im „5 Minuten Harry Podcast von und mit Coldmirror“ für den Deutschen Comedypreis in der Kategorie Beste Comedy-Podcasterin nominiert, der schlussendlich von Herrengedeck – Der Podcast gewonnen wurde.[11]

## Videokunst im YouTube-Kanal „Coldmirror“
Der YouTube-Kanal coldmirror ging am 2. Oktober 2006 ins Netz. Die ersten Videos bestanden noch aus Archivmaterial aus Frickes Tätigkeit bei der Redaktion des Bremer Bürgerfunk-Jugendmagazins MixX. Danach fertigte Fricke die Videos größtenteils allein an.

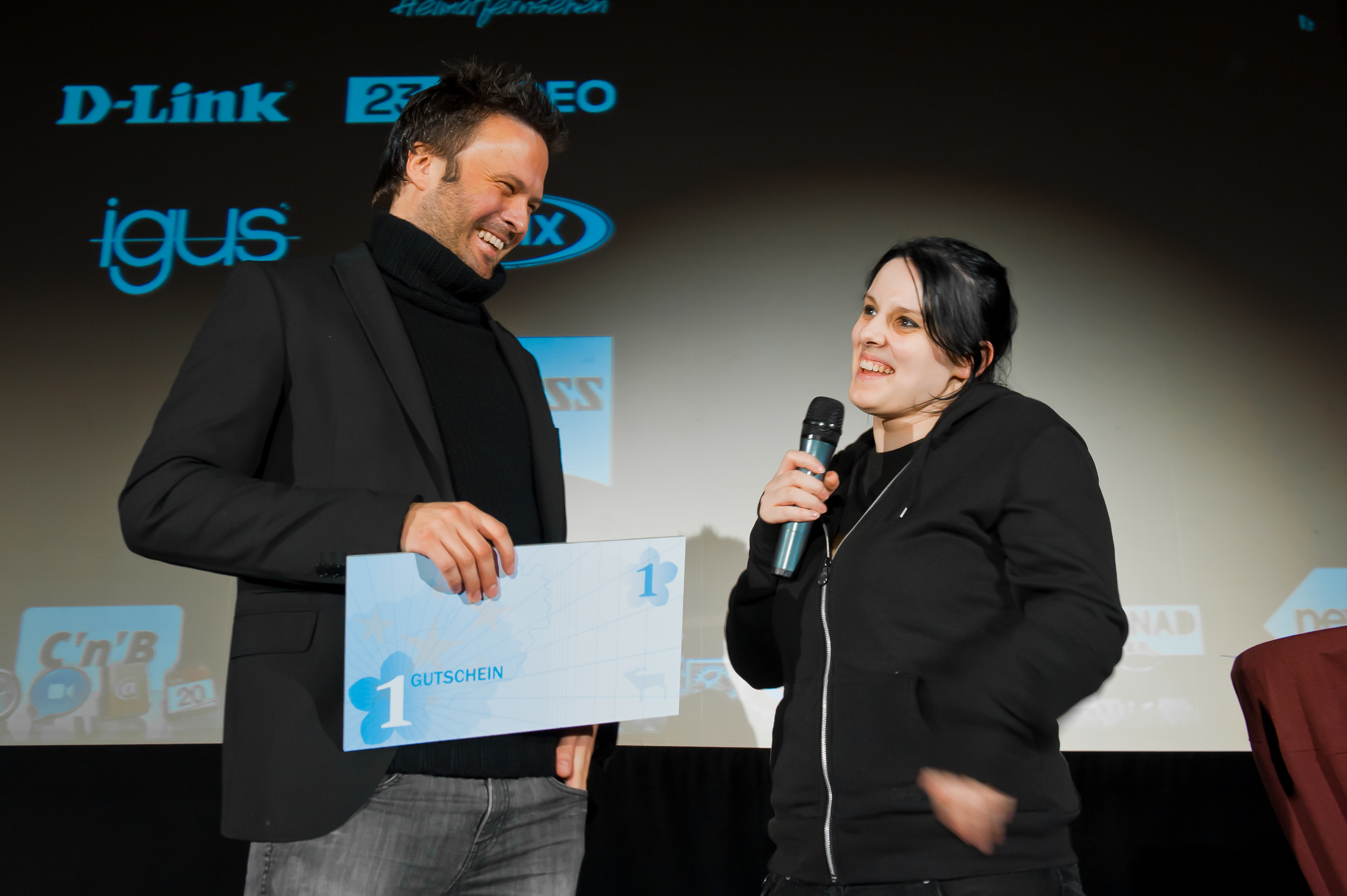

Der Kanal stieg ab 2008 in der Statistik der meistabonnierten deutschsprachigen Kanäle auf Platz 2 auf. Der erste Platz wurde hierbei jedoch vom Kanal Justin Timberlakes belegt, der irrtümlich in Deutschland registriert war. Nach der Korrektur dieses Fehlers war coldmirror von Februar bis Oktober 2009 auch offiziell der meistabonnierte deutschsprachige Kanal. Ihr Hauptkanal war noch bis August 2016 unter den 100 meistabonnierten Youtube-Kanälen Deutschlands vertreten. Im Gegensatz zu den meisten „großen“ YouTube-Kanälen monetarisiert sie ihre Videos nicht. Seit September 2016 ist Fricke und der Kanal coldmirror Teil des Online-Content-Netzwerks funk der ARD und ZDF.

### Neusynchronisationen derHarry-Potter-Filmreihe
An Bekanntheit gewann der Kanal zunächst durch die Neusynchronisationen der Harry-Potter-Filme. Ab Herbst 2006 synchronisierte Fricke folgende Filme neu und lud sie auf YouTube hoch: Harry Potter und der Stein der Weisen (bei Coldmirror: Harry Potter und ein Stein), Harry Potter und die Kammer des Schreckens (Harry Potter und der geheime Pornokeller) und Harry Potter und der Feuerkelch (Harry Potter und der Plastik Pokal [sic]). Diese erschienen in unregelmäßigen Abständen in Teilen mit jeweils knapp zehn Minuten Länge, wobei in der Regel zehn Teile ihrer Synchronisation einen Film abdecken. Die Filme wurden bislang nicht durchgängig neuvertont, einzelne Szenen wurden ausgelassen, umgeschnitten oder durch eingebundene Bilder oder Videosequenzen ersetzt.
Frickes Synchronisationsstil lässt die Protagonisten der Filme tabuisierte Themen ansprechen und Anspielungen aus der Pop- und Internetkultur aufgreifen. Sie setzt Vulgärsprache und Fäkalsprache ein, deutet viele Szenen der Filme völlig neu und entstellt deren ursprünglichen Sinn. So wurde beispielsweise eine Szene aus Harry Potter und die Kammer des Schreckens, in der Severus Snape den Protagonisten Harry und Ron verärgert einen Zeitungsartikel über einen durch sie verschuldeten Aufruhr in der nichtmagischen Welt vorliest und sie anschließend rügt, so neuinterpretiert, dass Snape sich über ein schwieriges Kreuzworträtsel beklagt und die beiden Schüler nach einem umgangssprachlichen, sechsbuchstabigen Wort für das männliche Geschlechtsorgan fragt. Auch durchbrechen die Figuren teilweise die vierte Wand und erkennen andere Charaktere als Statisten oder machen ironische Anspielungen auf die ursprüngliche Handlung. Die einzelnen Synchronisationsteile sind durchgehend schlüssig. Die Charaktere haben in allen Folgen dieselben Eigenschaften. Allerdings weichen die Figuren beträchtlich von ihren im Originalfilm dargestellten Verhaltensweisen ab; insbesondere schreibt Fricke beinahe jedem Charakter spezielle sexuelle Präferenzen wie Homosexualität, Pädophilie, Zoophilie oder ähnliche zu. Auch wird im Gegensatz zum Original eine erhebliche Anzahl an Beleidigungen ausgetauscht.
Fricke spricht die meisten Charaktere selbst, indem sie für jede Figur eine andere Stimmlage und -technik verwendet. In Einzelfällen wirken auch Bekannte von ihr mit: Seit einem gemeinsamen Battle-Rap-Song der Figur Fresh Dumbledore gegen MC Voldemort spricht die YouTube-Userin Sk3pn4 (früher „aequitaS“) Voldemorts Stimme in den Synchronisationen. Ferner hat sie die Rolle der Figur Viktor Krum übernommen.
Im November 2008 wurde das Benutzerkonto von YouTube zeitweise deaktiviert, da der Rechteinhaber an den Harry-Potter-Filmen, Warner Bros., in den Parodien mögliche Urheberrechtsverletzungen sah. Nach Angaben von YouTube Deutschland war die Deaktivierung jedoch ein Systemfehler, denn es hätte lediglich zu einer Verwarnung wegen Verletzung von Urheberrechten kommen sollen. Nach der Reaktivierung ihres Kanals musste Fricke aufgrund der Androhung einer permanenten Sperre alle Neusynchronisationen löschen, da diese fremdes Videomaterial enthielten.

### Kanalkonzept
Fricke folgt in ihren Videos für den Kanal coldmirror einem lockeren Konzept. Regelmäßige Formate werden oft durch längere Pausen unterbrochen, teilweise abgebrochen, neu gestaltet und wechseln sich mit einzelnen Videos zu anderen Themen ab.
Der Kanal beinhaltet vorrangig Sketche mit Fricke allein oder Freunden. Harry Potter ist inzwischen nicht mehr das Hauptmotiv, findet sich aber noch in Patzer (fehlerhafte oder witzige Zeitungsausschnitte zu den Filmen und Büchern satirisch kommentiert), 5 Minuten Harry Podcast (5-Minuten-Abschnitte des Films Harry Potter und der Stein der Weisen detailreich analysiert) und der Kunstfigur des Fresh D, die an Albus Dumbledore angelehnt ist.
Es finden sich auf dem Kanal zahlreiche durch Fricke selbst geschaffene Animationsvideos, so unter anderem ihr Format Japanoschlampen, das Animes parodiert. Seit September 2016 produziert sie für funk auf ihrem Kanal die wöchentliche Animationsserie StarStarSpace, welche Elemente aus Science-Fiction-Werken enthält und parodiert. Weitere Animationsvideos, die sie auf coldmirror veröffentlicht, wurden ursprünglich für das öffentlich-rechtliche Fernsehen zu aufklärerischen Zwecken produziert, darunter vorrangig politische Themen.
Andere Formate, die in ihrer Funktion für das Fernsehen geschaffen wurden, werden teilweise auf dem Kanal coldmirror hochgeladen.
Neben dem Hauptkanal coldmirror werden Videos auf PlzDontSueColdmirror hochgeladen. Diese Videos enthalten oft Material aus geschützten Filmen und Serien, das durch Fricke satirisch abgewandelt wurde. So finden sich hier nach dem Stile ihrer Harry-Potter-Synchronisation weitere Synchronisationen. Der Kanal entstand infolge der fehlerhaften und inzwischen aufgehobenen Sperrung ihres Hauptkanals.
Ihr Kanal + coldmirrorgames + lag für einige Zeit brach. Auf ihm finden sich Videokritiken und Spielszenen zu Videospielen, die unter anderem für You FM produziert worden sind.

## Fernsehsendung
Beginnend mit dem 7. Oktober 2010 strahlte der Fernsehsender Einsfestival unter dem Titel coldmirror eine Sendung mit Kathrin Fricke aus. Die 15-minütige Sendung wurde monatlich am ersten Donnerstag um 20:45 Uhr im Abendprogramm gezeigt. Die letzte reguläre Folge erschien am 5. November 2015, eine Spezialfolge in Form eines Animationsfilms folgte am 3. März 2016.
Inhaltlich orientierte sich die Sendung an Frickes Produktionen im Netz. Sie bestand aus einzelnen Segmenten wie Videospiele-Kritiken oder Werbeparodien, die teilweise bereits zuvor im Internet zu sehen waren und für das Fernsehen nur technisch verbessert wurden. Ferner wurden Synchronisationen gezeigt, die mit ARD-Material entstanden: In der Regel wurden Politikerauftritte gezeigt, die Fricke mit eigenem Text unterlegte. Eine eigene Kategorie des Fernsehformates war in den ersten Staffeln die Netmob Challenge, bei der Zuschauern eine Aufgabe gestellt wurde (z. B. ein ungetoastetes Toastbrot in weniger als einer Minute essen oder sich dreißig Sekunden im Kreis drehen und dann auf die Kamera zugehen). Die erfüllten und auf Video festgehaltenen Aufgaben der Zuschauer wurden in der Folgesendung in Zusammenschnitten gezeigt.
Eine Kategorie der Sendung waren die sogenannten Misheard Lyrics (engl. für ‚verhörter Liedtext‘), eine Kopie oder Fortführung des bereits lange bestehenden Youtube-Trends, bei dem während eines Liedes ein ähnlich klingender, jedoch falscher Songtext gezeigt und das Ganze als Misheard Lyrics tituliert wird. Eines der bekanntesten ursprünglichen Videos ist Nightwish – Wishmaster. Ein Video der Kategorie, das das Lied Git Hadi Git des türkischen Sängers İsmail YK als Keks, alter Keks parodiert, wurde zunächst von einem Fan auf YouTube hochgeladen und noch am Tag des Uploads von beinahe 350.000 Zuschauern gesehen. Dadurch kam das Video in die Liste der YouTube-Trends und wurde von mehreren Nutzern kopiert und auf ihren eigenen Kanal hochgeladen. Fricke selbst lud Misheard Lyrics „Ismail YK“ erst am 3. Februar 2011 auf ihrem YouTube-Kanal hoch, als das Video bereits Popularität in der YouTube-Gemeinschaft erlangt hatte. Es wurde auch in der Bülent Ceylan Show auf RTL am 19. Februar 2011 gezeigt und rief ein starkes mediales Echo hervor mit Beiträgen u. a. in der Onlineausgabe der taz und auf Sat.1. Nach dem positiven Medienecho wurde Fricke beauftragt, für die Fußball-Weltmeisterschaft der Frauen 2011 weitere Misheard-Lyrics-Videos zu produzieren, die unter anderem in der Sportschau gezeigt wurden.
Zusätzlich zu den 48 regulären Folgen produzierte Fricke vier Best-of-Folgen, eine Worst-of-Folge und drei fünfzehnminütige Animationsfilme zur Japanoschlampen-Serie.
Segmente der Sendung
- StarStarSpace (ab 2016)
- Misheard Lyrics
- Game Check
- Commercial
- Netmob (eingestellt)
- Synchro (seit 1x02)
- Friends (ab 1x07)
- Japanoschlampen (ab 2x01)
- What the FAQ?! (ab 2x01)
- Kaddi’s Cut (ab 2x03)
- Let’s Play (ab 3x01)
- Fresh D (ab 3x01)
- Wild Card (ab 3x01)
- Kunstwissenschaftliche Analyse (ab 3x01)
- Kunsttipps mit Hauke (ab 3x03)
- Kaddis Sternenstunde (ab 3x03)
- Living Things (ab 3x03)

## Podcasts
Im zwischen Dezember 2015 und Dezember 2023 unregelmäßig erschienenen 5 Minuten Harry Podcast von Coldmirror analysierte sie pro Folge 5 Minuten des Films Harry Potter und der Stein der Weisen. Die Folgen wurden ursprünglich ausschließlich auf dem YouTube-Kanal coldmirror veröffentlicht, sind aber seit Oktober 2018 auch auf allen gängigen Podcastplattformen verfügbar. Ab der neunten Podcastfolge, welche im Dezember 2017 erschien, produzierte Fricke den Podcast für das Netzwerk Funk. Die letzte Podcastfolge Nr. 30 wurde am 24. Dezember 2023 veröffentlicht. Insgesamt gibt es 30 Folgen zwischen 18 und 85 Minuten. Da viele Szenen Frame für Frame analysiert werden, werden auch Kleinigkeiten, Namen und Sprüche behandelt, die bei normaler Sehgeschwindigkeit schnell zu übersehen sind.
Zwischen Mai und Oktober 2021 erschienen außerdem in 2-wöchigen Abständen zehn Folgen des Podcasts Wir hören uns alle gegenseitig - der Coldmirror-Podcast (Abk. WHUAG). Hier sprechen Fricke und Selina Gaiser über Fragen, die Zuhörer über die YouTube-Kommentare auf dem Kanal coldmirror oder per Mail einreichen können.
Seit Ende Oktober 2024 erscheint der Podcast Telekaddi, in welchem in bekannter Manier Kinderserien und Filme der 1990er Jahre analysiert werden.

## Diskografie
Unter dem Pseudonym Fresh D, einer Neuinterpretation des Hogwarts-Schulleiters Albus Dumbledore als hipper Gangsta-Rapper, entstanden einige Rapsongs, die das etablierte deutsche Hip-Hop-Genre mit häufig übertriebener Vulgärsprache parodieren.

### Alben
- 2005: Stay Fresh, Stay Dumb!
- 2006: Underground
- 2007: Dumbledore’s Army
- 2007: Großmutterficker
- 2007: Audiovergewaltigung
- 2008: Post für mich
- 2008: Tubal Uriah Butler
- 2011: Dumblecore

### Singles und Videoclips
- 2006: Back from The Underground
- 2006: Geddo im Zoo
- 2007: Wenn du denkst
- 2007: Fresh D. vs. MCV
- 2008: Fresh D vs. MC V im TS
- 2008: Xtreme Dumbledore
- 2009: Tromaggot
- 2009: Im Altenheim
- 2009: Ho Ho Ho …
- 2012: Workstatt
- 2013: Musikvideo
- 2013: Die Alten
- 2013: FreshDs fedder Beat
- 2014: Sit’n’Dance
- 2014: Großmutterficker (Naughty Neuinterpretation)
- 2016: Frisch ausm Rhymebook

### Als Gastmusikerin
- 2010: Stamm Rein & Ode to Jam II auf The River Of Ezar von Aequitas.